# 1125 China
Az 1125 China (ideiglenes jelöléssel 1957 UN1) a Naprendszer kisbolygóövében található aszteroida. Chang, Y. C. fedezte fel 1957. október 30-án, Nankingban.